# Ussassai
Ussassai ist eine italienische Gemeinde (comune) mit 445 Einwohnern (Stand 31. Dezember 2023) in der Provinz Ogliastra auf Sardinien. Die Gemeinde liegt etwa 26 Kilometer westsüdwestlich von Tortolì.

## Verkehr
Durch die Gemeinde führt die Strada Statale 198 di Seui e del Lanusei von Serri nach Tortolì. Der Bahnhof findet sich an der Bahnstrecke Mandas–Arbatax.